# Finstaätten
Finstaätten var en frälsesläkt från Uppland namngiven efter Finsta gård. Ätten har inget egentligt ättnamn; ätten kallades tidigare ibland för Två vingar, och Finstaätten är en nutida konventionell benämning efter Finsta gård, som dock inte i egentlig mening var sätesgård för denna ätt. Ätten dog ut under 1300-talet.
Vapen: Ättens vapen varierade: prelaterna i Finstaätten hade varierande sigill utan ättevapen. Riddaren Erland Israelsson, lagman Birgers farbror, förde ett kors mellan två vingar, hans son riddaren Johan Ängel d. y. sin morfars vapen, en ängel, medan lagman Birger upptog sin mors vapen, två svarta nedvända vingar med vingfästen utåt på rött, vingarna kan dock ha varit av silver, enligt Jan Raneke, Svenska medeltidsvapen.
Stamfadern Israel dog före 1269. Hans son Jakob Israelsson, död 1281, var ärkebiskop i Uppsala och hans sonson Israel Erlandsson biskop i Västerås.

## Släkttavla
Släkttavla uppgjord efter Bengt Hildebrands artikel i SHB.
1. Israel död före 1269.
  1. Dotter, gift med Anders And och mor till Andreas och Israel And.
  2. Peter Israelsson, riddare, kallas dominus 1269 och var död 29 juni 1280. Han var gift med en dotter till Birger Skänkare, som enligt Holger Rosman torde ha fört två vingar i vapnet. Enligt heliga Birgitta skall Peter Israelsson ha besökt Jerusalem.
    1. Birger Persson, riddare, riksråd, lagman i Uppland och grundare av Upplandslagen. Enligt heliga Birgitta skall han ha vallfärdat till Santiago de Compostela och andra heliga platser. I sitt andra gifte med Ingeborg Bengtsdotter (Bjälboättens lagmansgren) hade herr Birger sju barn, varav fyra tydligen var tidigt döda som unga. De kvarvarande tre barnen var:
      1. Birgitta Birgersdotter (heliga Birgitta).
      2. Katarina Birgersdotter.
      3. Israel Birgersson, storman; lagman i Uppland senast 1334, riksråd. Israel Birgersson hade tre barn, varav Ramborg och Peter säkert, samt Helena troligen i herr Israels kända gifte. 
        1. Ramborg Israelsdotter. Gift 1) med Filip Nilsson (troligen Sparre av Tofta) och gift 2) med riddaren, riksrådet och lagmannen Anund Jonsson (Lejonansikte).
        2. Peter Israelsson d. y. är relativt okänd från medeltida källor, han skall ha närvarat vid Edsviken 1371 som kung Håkan Magnussons anhängare, och anges vid detta tillfälle inte som riddare. Under inbördeskriget under andra halvan av 1300-talet fråntogs han av kung Albrekt av Mecklenburg huvuddelen av sina gods, däribland Finsta gård, som därefter troligen getts till Anders Tomasson vilken var lojal med Albrekt av Mecklenburg. Från Anders Tomasson löste Algot Magnusson (Sture) till sig gården vilken sedan såldes till Arent Pinnow. Peter Israelsson nämns senast som levande senast den 23 november 1379, sannolikt död i mars 1384, och han begravdes i Vadstena kloster den 24 mars 1384. Med honom utslocknade Finstaätten på manssidan och ättens anknytning till Finsta gård.
        3. Helena Israelsdotter, gift med riddaren, riksrådet, marsken och lagmannen Karl Ulfsson (Sparre av Tofta) i hans tredje gifte. Kung Karl Knutssons mor föddes antingen i dennes fjärde eller femte gifte.

    2. Israel Petersson (Finstaätten), kanik i Uppsala 1295 och år 1299 efterträdde sin kusin Andreas And (Andreas Andreæ And) som domprost i Uppsala 1302-05-20. Israel Petersson var död 24 november 1302. Hans anniversarium firades i Uppsala domkyrka tillsammans med bland annat kusinen Karl Erlandssons (se nedan) den 12 augusti, som troligen var Israels dödsdag.

  3. Jakob Israelsson, ärkebiskop i Uppsala.
  4. Erland Israelsson, förde i vapnet ett kors mellan två vingar. Han är nämnd 1272 och 1276 som riddare, dominus Erlendus. Var död 10 december 1288, och är begravd i Sigtuna Mariakyrka. Gift med Katarina Johansdotter, dotter av riddaren Johan Ängel d.ä., vars barn år 1250 i drottning Katarinas testamente erhöll en gård i Lundby. Fyra barn är kända från herr Erlands och Katarinas gifte:
    1. Ragnhild Erlandsdotter sålde fädernegården Finsta till sin kusin Birger Petersson (ovan). Gift 1) med riddaren Johan Karlsson (Fånöätten), avrättad 1280, och gift 2) med riddaren, riksrådet och lagmannen i Västmanland Magnus Gregersson (Bjälboättens oäkta gren).
    2. Israel Erlandsson, biskop i Västerås och en av huvudaktörerna bakom tillkomsten av Erik den heliges legend och mirakelsamling. Död i Västerås 1328 eller 1329.
    3. Johan Ängel den yngre, nämnd som riddare (dominus) 1286. Han upptog som arvinge till sin morfar Magnus Johansson (Ängel) ätten Ängels namn och vapen, eftersom morfadern var den siste av ätten Ängel. Gift, men han avled barnlös år 1314, efter att den 12 januari 1314 ha skrivit sitt testamente. Johan Ängel d.y. är begravd i S:t Eriks kapell i Uppsala domkyrka.
    4. Karl Erlandsson, var 1286 kanik i Uppsala. Han var skolar i Paris 1287, och studerade vid universitetet i Bologna 1292–1295. Karl Erlandsson var död 1296.